# Liste deutsch-russischer Städte- und Gemeindepartnerschaften
Dies ist eine Liste von Städte- und Gemeindepartnerschaften zwischen Deutschland und Russland.
| Deutsche Gemeinde          | Bundesland             | Gemeinde/Stadt in Russland       | Föderationskreis | seit                                               |
| -------------------------- | ---------------------- | -------------------------------- | ---------------- | -------------------------------------------------- |
| Aachen                     | Nordrhein-Westfalen    | Kostroma                         | Zentralrussland  | 2005 (Partnerschaft ruht seit dem 30. März 2022)   |
| Baden-Baden                | Baden-Württemberg      | Sotschi                          | Südrussland      | 2012                                               |
| Badenweiler                | Baden-Württemberg      | Taganrog                         | Südrussland      | 2002                                               |
| Bad Homburg                | Hessen                 | Peterhof                         | Nordwestrussland | 1994                                               |
| Bad Orb                    | Hessen                 | Istra                            | Zentralrussland  | 2003                                               |
| Berlin                     | Berlin                 | Moskau                           | Zentralrussland  | 1991                                               |
| Bielefeld                  | Nordrhein-Westfalen    | Weliki Nowgorod                  | Nordwestrussland | 1987                                               |
| Bogen                      | Bayern                 | Sortawala                        | Nordwestrussland | 2009                                               |
| Brachttal                  | Hessen                 | Rybachy (Rossitten)              | Nordwestrussland | 2015                                               |
| Braunschweig               | Niedersachsen          | Kasan(Städtefreundschaft)        | Wolga            | 1988                                               |
| Bremerhaven                | Bremen                 | Kaliningrad                      | Nordwestrussland | 1992                                               |
| Celle                      | Niedersachsen          | Tjumen                           | Ural             | 1994                                               |
| Chemnitz                   | Sachsen                | Wolgograd                        | Südrussland      | 1988                                               |
| Cottbus                    | Brandenburg            | Lipezk                           | Zentralrussland  | 1974                                               |
| Cuxhaven                   | Niedersachsen          | Murmansk (Städtefreundschaft)    | Nordwestrussland | 2004                                               |
| Delmenhorst                | Niedersachsen          | Borissoglebsk                    | Zentralrussland  | 1994                                               |
| Dortmund                   | Nordrhein-Westfalen    | Rostow am Don                    | Südrussland      | 1978                                               |
| Dresden                    | Sachsen                | Sankt Petersburg                 | Nordwestrussland | 1961                                               |
| Düsseldorf                 | Nordrhein-Westfalen    | Moskau                           | Zentralrussland  | 1992(liegt auf Eis)                                |
| Emden                      | Niedersachsen          | Archangelsk                      | Nordwestrussland | 1989                                               |
| Erlangen                   | Bayern                 | Wladimir                         | Zentralrussland  | 1983                                               |
| Essen                      | Nordrhein-Westfalen    | Nischni Nowgorod                 | Wolga            | 1991                                               |
| Ettlingen                  | Baden-Württemberg      | Gattschina                       | Nordwestrussland | 1992                                               |
| Fulda                      | Hessen                 | Sergijew Possad                  | Zentralrussland  | 1991                                               |
| Gelsenkirchen              | Nordrhein-Westfalen    | Schachty                         | Südrussland      | 1989                                               |
| Gera                       | Thüringen              | Rostow am Don                    | Südrussland      | 1987                                               |
| Gütersloh                  | Nordrhein-Westfalen    | Rschew                           | Zentralrussland  | 2009-ausgesetzt-                                   |
| Hagen                      | Nordrhein-Westfalen    | Smolensk                         | Zentralrussland  | 1985                                               |
| Halle (Saale)              | Sachsen-Anhalt         | Ufa                              | Wolga            | 1997                                               |
| Hamburg                    | Hamburg                | Sankt Petersburg                 | Nordwestrussland | 1957                                               |
| Hanau                      | Hessen                 | Jaroslawl                        | Zentralrussland  | 2002                                               |
| Hannover                   | Niedersachsen          | Iwanowo (Städtefreundschaft)     | Zentralrussland  | 1991                                               |
| Hatten                     | Niedersachsen          | Machatschkala                    | Nordkaukasus     | 1989                                               |
| Hemer                      | Nordrhein-Westfalen    | Schelkowo                        | Zentralrussland  | 1992(Partnerschaft liegt „auf Eis“)                |
| Herne                      | Nordrhein-Westfalen    | Belgorod                         | Zentralrussland  | 1990 (Partnerschaft seit 15. März 2022 ausgesetzt) |
| Hildesheim                 | Niedersachsen          | Gelendschik                      | Südrussland      | 1992                                               |
| Idstein                    | Hessen                 | Uglitsch                         | Zentralrussland  | 1995                                               |
| Ingolstadt                 | Bayern                 | Moskau (Zentraler Bezirk)        | Zentralrussland  | 1995                                               |
| Iserlohn                   | Nordrhein-Westfalen    | Nowotscherkassk                  | Südrussland      | 1990                                               |
| Jena                       | Thüringen              | Wladimir                         | Zentralrussland  | 2008                                               |
| Karlsruhe                  | Baden-Württemberg      | Krasnodar                        | Südrussland      | 1998-ausgesetzt-                                   |
| Kassel                     | Hessen                 | Jaroslawl                        | Zentralrussland  | 1988                                               |
| Kassel                     | Hessen                 | Nowy Urengoi                     | Ural             | 2003 (Städtekooperation)                           |
| Kiel                       | Schleswig-Holstein     | Kaliningrad                      | Nordwestrussland | 1992                                               |
| Kiel                       | Schleswig-Holstein     | Sowetsk                          | Nordwestrussland | 1992                                               |
| Kirchheimbolanden          | Rheinland-Pfalz        | Tschernjachowsk (Insterburg)     | Nordwestrussland | 2002                                               |
| Köln                       | Nordrhein-Westfalen    | Wolgograd                        | Südrussland      | 1988                                               |
| Kornwestheim               | Baden-Württemberg      | Kimry                            | Zentralrussland  | 1991                                               |
| Krefeld                    | Nordrhein-Westfalen    | Uljanowsk                        | Wolga            | 1993                                               |
| Kühlungsborn               | Mecklenburg-Vorpommern | Selenogradsk                     | Nordwestrussland | 2003                                               |
| Land Hadeln (Samtgemeinde) | Niedersachsen          | Rajon Krasnosnamensk (Lasdehnen) | Nordwestrussland | 1995                                               |
| Ludwigslust                | Mecklenburg-Vorpommern | Rajon Kamskoje Ustje             | Wolga            | 1994                                               |
| Lüdenscheid                | Nordrhein-Westfalen    | Taganrog                         | Südrussland      | 1991                                               |
| Lütjenburg                 | Schleswig-Holstein     | Uljanowo                         | Nordwestrussland | 2004                                               |
| Melle                      | Niedersachsen          | Torschok                         | Zentralrussland  | 1994                                               |
| Mühlhausen                 | Thüringen              | Kronstadt                        | Nordwestrussland | 1995                                               |
| Münster                    | Nordrhein-Westfalen    | Rjasan                           | Zentralrussland  | 1989                                               |
| Munster                    | Niedersachsen          | Mitschurinsk                     | Zentralrussland  | 1991                                               |
| Neubiberg                  | Bayern                 | Tschernogolovka                  | Zentralrussland  | 1992                                               |
| Neubrandenburg             | Mecklenburg-Vorpommern | Petrosawodsk                     | Nordwestrussland | 1983                                               |
| Neuss                      | Nordrhein-Westfalen    | Pskow                            | Nordwestrussland | 1990                                               |
| Neustrelitz                | Mecklenburg-Vorpommern | Tschaikowski                     | Wolga            | 1993 Freundschaftsvertrag                          |
| Oberursel                  | Hessen                 | Lomonossow (Oranienbaum)         | Nordwestrussland | 2004                                               |
| Oldenburg (Oldb)           | Niedersachsen          | Machatschkala                    | Nordkaukasus     | 1989                                               |
| Osnabrück                  | Niedersachsen          | Twer                             | Zentralrussland  | 1991                                               |
| Papenburg                  | Niedersachsen          | Pogranitschny                    | Nordwestrussland | 1995                                               |
| Pforzheim                  | Baden-Württemberg      | Irkutsk                          | Sibirien         | 2007                                               |
| Preetz                     | Schleswig-Holstein     | Neman                            | Nordwestrussland | 1991                                               |
| Prenzlau                   | Brandenburg            | Pochwistnewo                     | Wolga            | 1997                                               |
| Ratingen                   | Nordrhein-Westfalen    | Gagarin                          | Zentralrussland  | 1998                                               |
| Rothenburg ob der Tauber   | Bayern                 | Susdal                           | Zentralrussland  | 1988                                               |
| Salzgitter                 | Niedersachsen          | Stary Oskol                      | Zentralrussland  | 1987                                               |
| Sassnitz                   | Mecklenburg-Vorpommern | Kingissepp                       | Nordwestrussland | 2003                                               |
| Schwerte                   | Nordrhein-Westfalen    | Pjatigorsk                       | Nordkaukasus     | 1992                                               |
| Speyer                     | Rheinland-Pfalz        | Kursk                            | Zentralrussland  | 1989                                               |
| Spremberg                  | Brandenburg            | Schelesnogorsk                   | Zentralrussland  | 2016                                               |
| Stuttgart                  | Baden-Württemberg      | Samara                           | Wolga            | 1992                                               |
| Suhl                       | Thüringen              | Kaluga                           | Zentralrussland  | 1969                                               |
| Telgte                     | Nordrhein-Westfalen    | Stupino                          | Zentralrussland  | 1995                                               |
| Tübingen                   | Baden-Württemberg      | Petrosawodsk                     | Nordwestrussland | 1989                                               |
| Verden (Aller)             | Niedersachsen          | Bagrationowsk (Preußisch Eylau)  | Nordwestrussland | 1996(seit 1966 Vertriebenenpatenschaft)            |
| Villingen-Schwenningen     | Baden-Württemberg      | Tula                             | Zentralrussland  | 1993                                               |
| Wächtersbach               | Hessen                 | Troizk                           | Zentralrussland  | 1999                                               |
| Witten                     | Nordrhein-Westfalen    | Kursk                            | Zentralrussland  | 1990                                               |
| Wolfsburg                  | Niedersachsen          | Toljatti                         | Wolga            | 1991                                               |
| Zerbst                     | Sachsen-Anhalt         | Puschkin                         | Nordwestrussland | 1994                                               |
| Zeitz                      | Sachsen-Anhalt         | Kaliningrad                      | Nordwestrussland | 2010                                               |